# Kvarnön, Ornö

Kvarnö är en ö i Ornö socken, Haninge kommun. Ön är belägen 4 1/2 kilometer ostnordost om Ornö mellan Fiversätraön och Kymmendö.
Ön finns namngiven på en karta från 1670. Ön var då obebodd. I samband med rysshärjningarna 1719 verkar ön ha använts som läger för en mindre avdelning ryska soldater, vilket tre ryssugnar på ön visar. Ett torp tillkom senare på öns östra sida, vilket finns beskrivet av August Strindberg i novellen Skräddarns skulle ha dans i Skärkarlsliv. Torpet övertogs senare av Folksam som lät uppföra flera nya byggnader dels vid torpet och dels vid hamnen på öns södra del. Från 1960-talet fungerade ön som semesterö för Folksams anställda. År 2014 sålde Folksam fastigheterna till miljardären Jan Bengtsson för 49 miljoner kronor.